# Розенберг, Маршалл
Маршалл Бертрам Розенберг (6 октября 1934 — 7 февраля 2015) — американский психолог, медиатор, писатель и педагог. В начале 1960-х годов разработал ненасильственное общение (ННО) — процесс поддержания сотрудничества и разрешения межличностных конфликтов, а также конфликтов в отношениях и в обществе в целом. Он работал миротворцем по всему миру и в 1984 году основал Центр ненасильственной коммуникации, международную некоммерческую организацию, в которой занимал должность директора отдела просвещения.
По словам его биографа Марджори К. Уитти, «у него всегда было свирепое выражение лица, даже когда он улыбался или смеялся. В целом он производил впечатление человека высокоинтеллектуального и очень эмоционального. Он обладал необыкновенной харизмой».

## Семья
Родился в Кантоне, штат Огайо в еврейской семье. Его родителями были Джин (Винер) Розенберг и Фред Дональд Розенберг. У бабушки Розенберга Анны Сатовски Винер было девять детей. Несмотря на жизнь в бедных условиях она держала небольшой приют и принимала в дом нуждающихся. Она любила танцевать и была образцом поведения для своего зятя Юлия. Его дедушка работал в Packard Motor Car Company, а бабушка учила танцам детей рабочих.
В Стьюбенвилле, штат Огайо, его отец грузил на грузовики продукты для оптовой продажи, а Розенберг посещал «трехкомнатную школу».
Джин Розенберг профессионально играла в боулинг и участвовала в турнирах пять дней в неделю. Она также была азартным игроком, на которого делали большие ставки, и имела игровых спонсоров. Его родители разводились дважды, один раз, когда Розенбергу было три года, а второй — когда он покинул дом.
Семья переехала в Детройт, штат Мичиган, за неделю до массовых беспорядков 1943 года, когда 34 человека были убиты и 433 ранены. В школе, находившейся в бедной центральной части города, Розенберг столкнулся с антисемитизмом, который оказал на него неизгладимое впечатление. «В детстве я терпеть не мог наблюдать, как одни люди мучают других». Он развил «своего рода сознание о природе страдания, задумываясь о том, почему люди это делают и, в частности, почему это должно происходить со мной».
«Моя семья была очень любящей. Я получал любовь в больших количествах, и если бы не она, то мне было бы гораздо труднее справиться с последствиями своей ненависти к себе».
Когда его бабушка по материнской линии, Анна Сатовски Винер, умирала от БАС в комнате, служившей столовой, за ней ухаживали его дядя Юлий и мать. Его родители также ухаживали за его дедушкой и тетей. Розенберг прятался под крыльцом и научился быть невидимым. Дядя Юлий проявил себя как образец сострадания, заботясь о его бабушке по материнской линии (свекрови Юлиуса). Юлиус был фармацевтом и держал аптеку на Вудворд-авеню.
Его брат был на семь лет младше, общительный и развитый не по годам, он часто привлекал внимание. Розенберг вставал на его защиту и попадал в драки. Братья жили в разлуке 44 года. «Мой брат — такой же, как моя мать и моя жена Глория. Они устраивают суматоху везде, где появляются. Конечно же, мне нравится в них эта черта, но в то же время…» Розенберг добавляет: «Я много лежал в больнице, хотя из-за спорта — жесткого, который мне хорошо давался, — все же чаще, чем из-за драки».
Летний лагерь привил ему любовь к природе: «Для безопасности мне нужно побольше деревьев и поменьше людей».
Розенберг женился на своей первой жене, Вивиан, в 1961 году. У них было трое детей. В 1974 году он женился на своей второй жене, Глории, с которой развелся в 1999 году. Он женился на своей третьей жене, Валентине (она же Кидини), в 2005 году, с которой оставался вплоть до своей смерти в 2015 году.

## Образование
После того как отец Розенберга купил дом в более благополучном районе, Розенберг поступил в среднюю школу Кули, которую окончил с отличием в 1952 году и где также произнес прощальную выпускную речь.
Впервые Розенбергу рассказал о психологии соседский мальчик Клейтон Лафферти. Он написал в старшей школе курсовую работу по криминальной психологии. «Будучи студентом, я проходил углубленную программу, и отец моего профессора, который работал надзирателем, дал мне возможность увидеть, что значит психология в условиях тюрьмы».
Он рассматривал медицину в качестве возможной профессии и какое-то время работал с бальзамировщиком, чтобы узнать, насколько интересна ему тема человеческого тела.
В 13 лет он пошел в школу иврита, но был исключен. Отец дважды избивал Розенберга — один раз так сильно, что на следующий день он пропустил школу.
Первым колледжем Розенберга был Государственный университет Уэйна. На заработанные деньги он поступил в Мичиганский университет; он работал официантом в женском студенческом объединении и помощником повара — в мужском. Он влюбился в девушку-католичку, которая хотела, чтобы он принял её веру. Мирясь с антисемитизмом, он окончил вуз через три года.
Штат Висконсин оплатил обучение Розенберга на психолога.
«Из двадцати семи человек на первом курсе [в Висконсине] прошли только трое – но у них были не те качества, которых бы вам хотелось. Я прошел, так как в Детройте видал ещё и не такое».:752
Профессор Майкл Хаким вдохновил Розенберга на более радикальные взгляды, когда обратил его внимание на то, что психология и психиатрия опасны тем, что в них смешиваются научные и оценочные суждения. Хаким также познакомил Розенберга с традиционной моральной терапией, согласно которой клиенты рассматривались скорее как неудачливые, чем больные. На Розенберга повлияли книги 1961 года «Миф о психическом заболевании» Томаса Саса и «Убежища» Эрвинга Гоффмана. Он также вспоминал, что читал «Психотерапию как учебный процесс» Альберта Бандуры.
Розенберг проходил практику в Диагностическом центре Висконсина, исправительных школах для девочек и мальчиков и государственной больнице Мендота. В то время психиатр Берни Бэнхэм «никогда не позволял нам говорить о клиенте в свое отсутствие». В Мендоте Розенберг начал практиковать семейную терапию со всеми участниками, включая детей. После окончания учёбы Розенберг в течение года работал в Виннебаго с Гордоном Филмер-Беннеттом, чтобы выполнить свои обязательства перед государством за обучение в аспирантуре.

## Практика

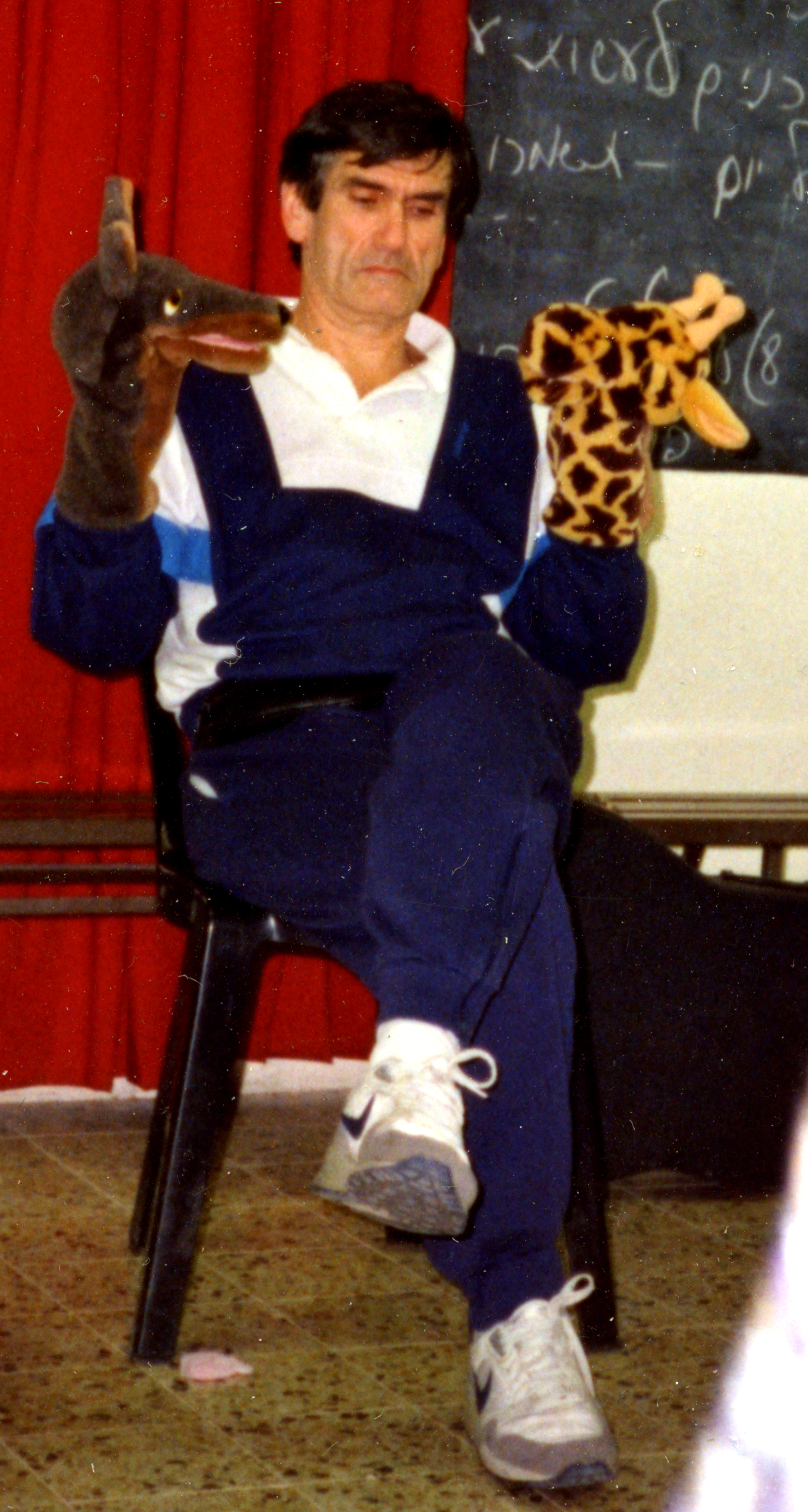
Маршалл Розенберг читает лекцию на семинаре по ненасильственному общению (1990)

Розенберг демонстрировал потребность исследовать и пробовать разные вещи: «Спросите Карла Роджерса. Он попросил меня участвовать в его исследовательском проекте, потому что хотел, чтобы люди занимались самыми разными вещами».
В 1961 году Розенберг получил докторскую степень по клинической психологии в Университете Висконсин-Мэдисон. Его диссертация «Ситуационная структура и самооценка» послужила прообразом некоторых ключевых аспектов его более поздней работы над концепцией ненасильственного общения, сосредоточив внимание на «взаимосвязи между структурой социальных ситуаций и двумя измерениями самооценки — позитивной самооценкой и уверенностью в самооценке». В 1966 году Американская комиссия экспертов по профессиональной психологии присвоила ему статус дипломата по клинической психологии.
Розенберг начал свою клиническую практику в Сент-Луисе, штат Миссури, и вместе с партнерами создал компанию Psychological Associates. Анализируя проблемы детей в школе, он обнаружил ряд трудностей, с которыми они сталкиваются при обучении. В 1968 году он написал свою первую книгу «Диагностическое преподавание», в которой сообщил о результатах своего анализа. Он также встретился с Элом Чаппелем, лидером Zulu 1200, освободительной группы чернокожих в Сент-Луисе. Розенберг отправился учить банду своему подходу к разрешению конфликтов в обмен на то, что Чаппель появится на собраниях по десегрегации, начиная с Вашингтона, округ Колумбия. Пока Чаппель осваивал навыки коммуникацию для борьбы с расизмом, Вики Легион начал сотрудничать с Розенбергом, чтобы бороться с сексизмом. «Я начал оказывать свои услуги не отдельным состоятельным клиентам, а людям, находящимся на передовой, таким как Эл и Вики, и другим, борющимся за права человека во главе различных групп».
Школьный инспектор Томас Шахин из Рокфорда, штат Иллинойс, пригласил Розенберга разобраться с конфликтами в созданной там альтернативной школе. В 1970 году Шахин стал руководить школами в Сан-Франциско, Калифорния, и ему было предъявлено обвинение в расовой интеграции школ города. Он, как и прежде, обратился за помощью к Розенбергу, и тот организовал для этого специальную группу, однако Шахин был уволен до того, как группа начала действовать. Розенберг решил остаться в Калифорнии и продвигать Общественный совет по взаимному образованию с помощью Вики Легиона.
ННО «развивалось на основе моей практики работы с людьми, которые переживали психологическую боль, и моего анализа того, что могло им помочь — будь то в исправительной школе для девочек или с людьми, считающимися шизофрениками». :783 Опыт в Сан-Франциско подсказал мне захватывающую идею о том, что мы можем запустить местные проекты по обучению широких масс полезным навыкам быстро и без денег. :793
Он работал над расовой интеграцией в школах Норфолка, штат Вирджиния, в течение четырёх лет. В качестве «уличной» карикатуры на свою программу он предложил эту версию, адресованную самому себе::813
Бандит, определи наблюдаемое поведение. Определи чувство. Определи причину этого чувства. Определи желания. Выложи их. Убедись, что другой человек их понял. Подожди немного, бандит, — и на твоих глазах начнет происходить настоящее чудо.
Примерно в 1982 году Розенберг потратил последние 55 долларов на участие в Конференции по радикальной терапии Среднего Запада, что было «лучшей инвестицией, которую я когда-либо делал, потому что там я встретил людей и установил связи, с которыми общаюсь до сих пор». Важность одобрения или выражения благодарности между участниками коммуникации подчеркивалась, например, приверженцами транзактного анализа. «Мои семинары до этого времени использовали язык разрешения конфликтов и рассматривали вопросы развития навыков общения с людьми и тому подобное. Они полностью сосредотачивались на том, чтобы помочь людям справиться с неприятным для них поведением и найти способы его изменить. В них ничего не говорилось о том, чтобы радоваться контакту с людьми и поддерживать друг друга, и не употреблялись такие слова, как „забота“ и „сострадание“». Розенберг отмечает, что программа развилась в сторону феминизации (вне конфликта).
Розенберга приглашали во многие штаты, страны и конфликтные территории, чтобы он поделился своим опытом ненасильственного общения. В 2004 году он посещал около 35 стран в год с миссией путешествующего миротворца. Розенберг пользовался успехом в своей работе:
Когда я покидаю группы, за время моего отсутствия происходят такие невероятные вещи, что когда я возвращаюсь, я с трудом могу поверить в то, чего они достигли с нашей последней встречи. Я вижу это везде, куда бы ни приезжал. Люди, с которыми я работаю, хотят использовать этот процесс во благо и менять вещи вокруг себя к лучшему. Они хотят, чтобы каждый имел доступ к этим принципам, и обладают огромной энергией для развития этой деятельности.
Со своей домашней базы в Альбукерке Розенберг поддерживал своих последователей в других городах, создав Центр ненасильственной коммуникации в Нью-Мексико. Он умер дома 7 февраля 2015 года. После смерти Розенберга Центр продолжил связывать людей по всему миру с сертифицированными инструкторами по ННО в регионах.
По словам когнитивного терапевта Альберта Эллиса, Тед Кроуфорд, который является соавтором его книги «Налаживание интимных связей», «особенно любил философию Маршалла Розенберга в отношении сопротивления гневу и делал по ней презентации».

## Награды
- 2014: Награда «Герой и борец за прощение» от Worldwide Forgiveness Alliance
- 2006: Премия за ненасилие «Мост мира» от фонда Global Village Foundation
- 2005: Премия «Свет Божий в обществе» от Ассоциации церквей единства
- 2004: Международная премия «Золотые труды» в области религиоведения
- 2004: Премия «Человек мира» по случаю Международного дня молитвы за мир от организации Healthy, Happy Holy (3HO)
- 2002: Почетная грамота принцессы Англии Анны и шефа полиции восстановительного правосудия[1]
- 2000: Премия «Слушатель года» Международной ассоциации слушателей